# Campeonato Pan-Americano de Ginástica Rítmica de 2017
O Campeonato Pan-Americano de Ginástica Rítmica de 2017 foi realizado em Daytona Beach, Estados Unidos, de 13 a 15 de outubro de 2017. A competição foi organizada pela USA Gymnastics, e aprovada pela Federação Internacional de Ginástica.

## Medalhistas

### Sênior
| Evento             | Ouro | Prata | Bronze |
| ------------------ | --- | --- | --- |
| Equipes            | Estados Unidos · Nastasya Generalova · Evita Griskenas · Lili Mizuno                                                           | México · Karla Diaz · Ledia Juarez · Marina Malpica                                                                            | Brasil · Bárbara Domingos · Natália Gaudio · Mariany Miyamoto · Karine Walter                                     |
| Individual         | | | |
| Geral              | Evita Griskenas (USA) | Lili Mizuno (USA) | Marina Malpica (MEX)                                                                                              |
| Arco               | Evita Griskenas (USA) | Lili Mizuno (USA) | Natália Gaudio (BRA)                                                                                              |
| Bola               | Evita Griskenas (USA) | Lili Mizuno (USA) | Natália Gaudio (BRA)                                                                                              |
| Maças              | Evita Griskenas (USA) | Nastasya Generalova (USA) | Karla Diaz (MEX)                                                                                                  |
| Fita               | Evita Griskenas (USA) | Lili Mizuno (USA) | Karla Diaz (MEX)                                                                                                  |
| Grupos             | | | |
| Geral              | Brasil · Alanis Avila · Heloisa Bornal · Jéssica Maier · Gabrielle Moraes · Francielly Pereira · Marine Vieira                 | Estados Unidos · Dasha Baltovick · Natalie Bourand · Connie Du · Yelyzaveta Merenzon · Nicole Sladkov · Kristina Soboloevskaya | Canadá · Elizabet Belittchenko · Renna Cukier · Vanessa Panov · Anastasia Shanko · Alexandra Udachina             |
| 5 arcos            | Estados Unidos · Dasha Baltovick · Natalie Bourand · Connie Du · Yelyzaveta Merenzon · Nicole Sladkov · Kristina Soboloevskaya | Brasil · Alanis Avila · Heloisa Bornal · Jéssica Maier · Gabrielle Moraes · Francielly Pereira · Marine Vieira                 | México · Diana Casillas · Valeria Leon · Mildred Maldonado · Mariana Pacheco · Marcela Quijano · Karen Villanueva |
| 3 bolas + 2 cordas | Brasil · Alanis Avila · Heloisa Bornal · Jéssica Maier · Gabrielle Moraes · Francielly Pereira · Marine Vieira                 | Estados Unidos · Dasha Baltovick · Natalie Bourand · Connie Du · Yelyzaveta Merenzon · Nicole Sladkov · Kristina Soboloevskaya | México · Diana Casillas · Valeria Leon · Mildred Maldonado · Mariana Pacheco · Marcela Quijano · Karen Villanueva |

### Juvenil
| Evento     | Ouro                                                                                      | Prata                                                  | Bronze                                                         |
| ---------- | ----------------------------------------------------------------------------------------- | ------------------------------------------------------ | -------------------------------------------------------------- |
| Equipes    | Estados Unidos · Elizabeth Kapitonova · Shannon Xiao · Lennox Hopkins · Matylda Marszalek | Canadá · Michel Vivier · Sophie Crane · Natalie Garcia | México · Kimberly Salazar · Xitlaly Santana · Elianne Martinez |
| Individual |                                                                                           |                                                        |                                                                |
| Geral      | Elizabeth Kapitonova (USA)                                                                | Michel Vivier (CAN)                                    | Natalie Garcia (CAN)                                           |
| Arco       | Michel Vivier (CAN)                                                                       | Elizabeth Kapitonova (USA)                             | Shannon Xiao (USA)                                             |
| Bolas      | Elizabeth Kapitonova (USA)                                                                | Shannon Xiao (USA)                                     | Michel Vivier (CAN)                                            |
| Maças      | Elizabeth Kapitonova (USA)                                                                | Lennox Hopkins (USA)                                   | Michel Vivier (CAN)                                            |
| Fita       | Elizabeth Kapitonova (USA)                                                                | Michel Vivier (CAN)                                    | Xitlaly Santana (MEX)                                          |
| Grupos     |                                                                                           |                                                        |                                                                |
| Geral      | Estados Unidos                                                                            | México                                                 | Chile                                                          |
| 5 cordas   | Estados Unidos                                                                            | México                                                 | Chile                                                          |
| 10 maças   | Estados Unidos                                                                            | México                                                 | Canadá                                                         |

## Quadros de medalhas
*   país anfitrião (Estados Unidos)
| Pos.               | País               | Ouro | Prata | Bronze | Total |
| ------------------ | ------------------ | ---- | ----- | ------ | ----- |
| 1                  | Estados Unidos     | 7    | 7     | 0      | 14    |
| 2                  | Brasil             | 2    | 1     | 3      | 6     |
| 3                  | México             | 0    | 1     | 5      | 6     |
| 4                  | Canadá             | 0    | 0     | 1      | 1     |
| Total (4 entradas) | Total (4 entradas) | 9    | 9     | 9      | 27    |

  *   país anfitrião (Estados Unidos)
| Pos.               | País               | Ouro | Prata | Bronze | Total |
| ------------------ | ------------------ | ---- | ----- | ------ | ----- |
| 1                  | Estados Unidos     | 8    | 3     | 1      | 12    |
| 2                  | Canadá             | 1    | 3     | 4      | 8     |
| 3                  | México             | 0    | 3     | 2      | 5     |
| 4                  | Chile              | 0    | 0     | 2      | 2     |
| Total (4 entradas) | Total (4 entradas) | 9    | 9     | 9      | 27    |